# Gabriel Fayet
Pour les articles homonymes, voir Fayet.
Gabriel Fayet, né le 17 décembre 1832 à Béziers, mort dans la même ville le 19 janvier 1899, est un peintre français.
Il est le père de Gustave Fayet, peintre et collectionneur.

## Biographie
Gabriel Fayet est le fils d'Antoine Fayet (1793-1873) et d'Antoinette Azaïs (1800-1866). Il a une sœur, Clara Fayet (1823-1880) et un frère Léon Fayet (1826-1880), également artiste peintre. En 1864, il épouse Élise Fusier (1839-1904). Le couple aura un fils, Gustave Fayet, qui sera également artiste peintre et collectionneur d'œuvres d'art.

## Collections publiques

### Musée des beaux-arts de Béziers
- Vue de béziers
- Enfants au torrent
- Les Bords de l'Agoût (1862)

Œuvres de Gabriel Fayet
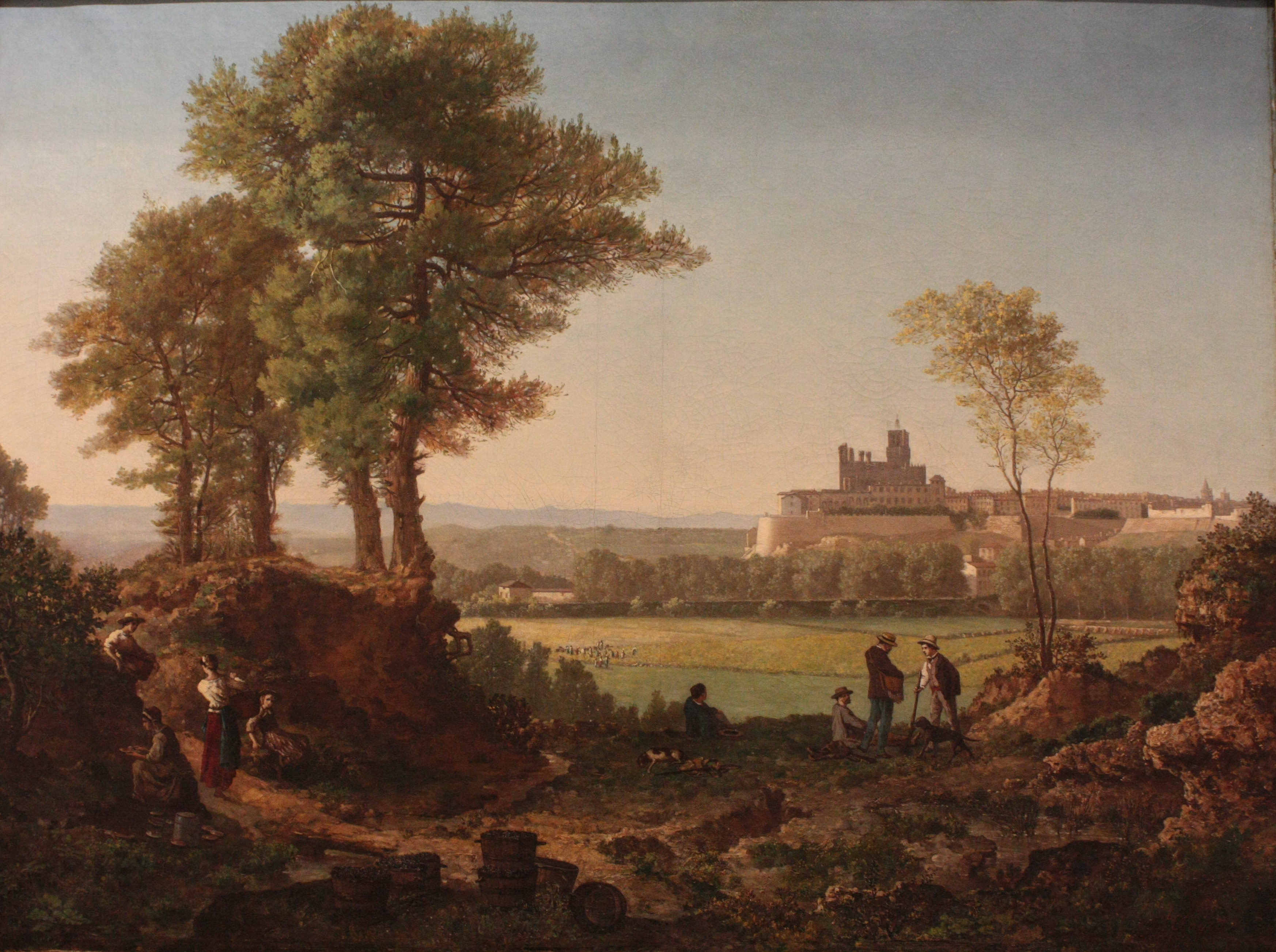
Vue de Béziers, musée des beaux-arts de Béziers.
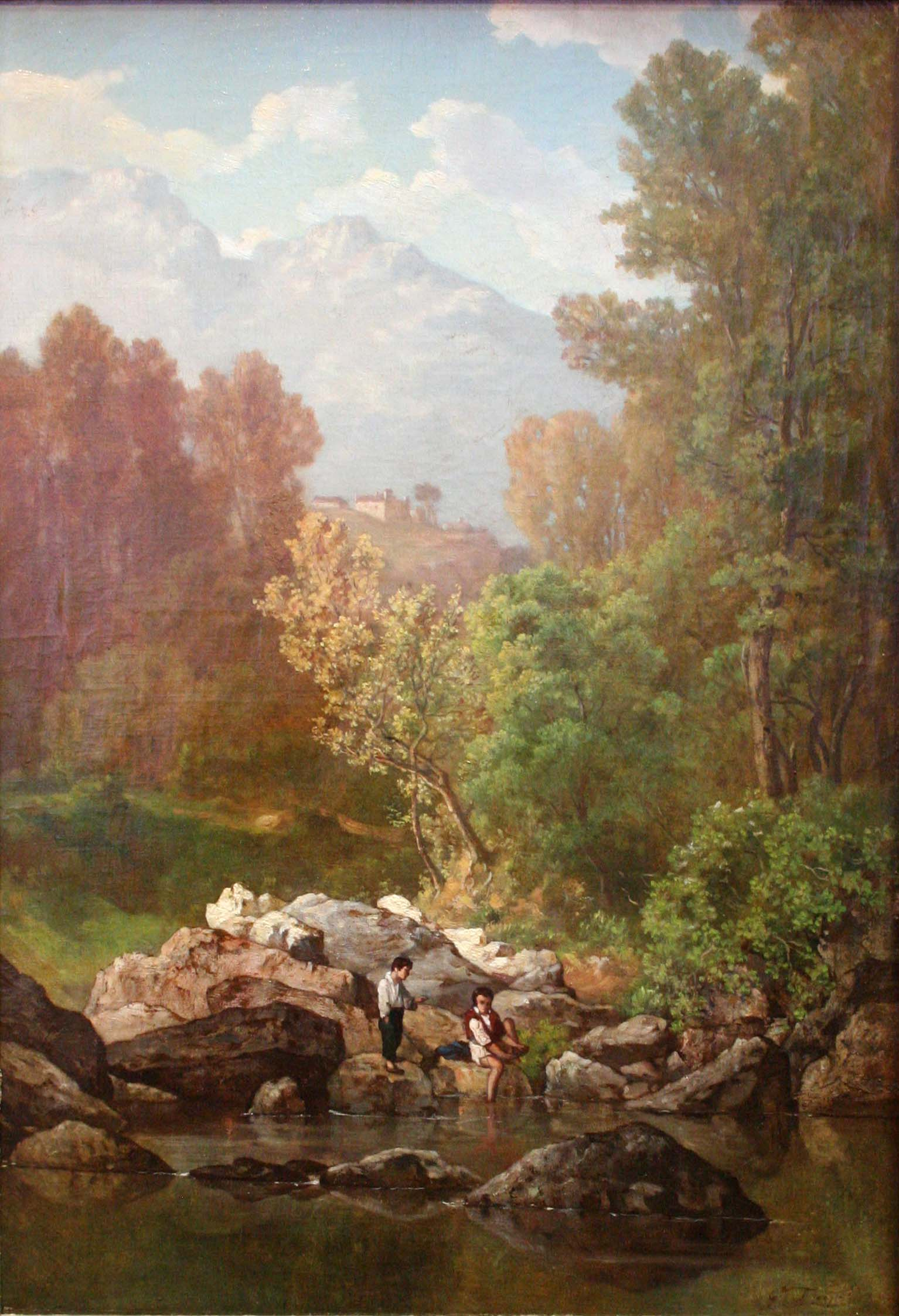
Enfants au torrent, musée des beaux-arts de Béziers.
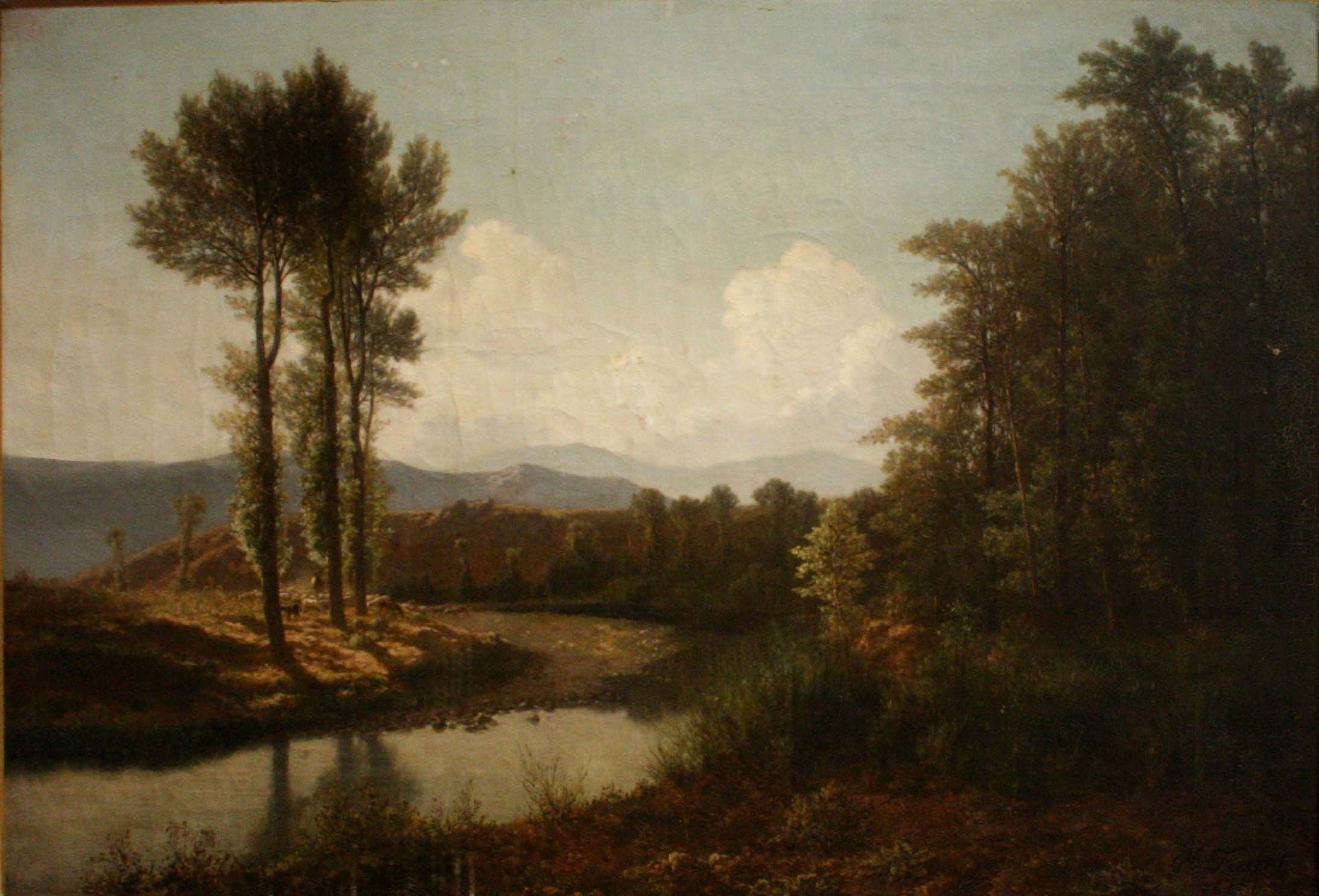
Les Bords de l'Agoût (1862), musée des beaux-arts de Béziers.
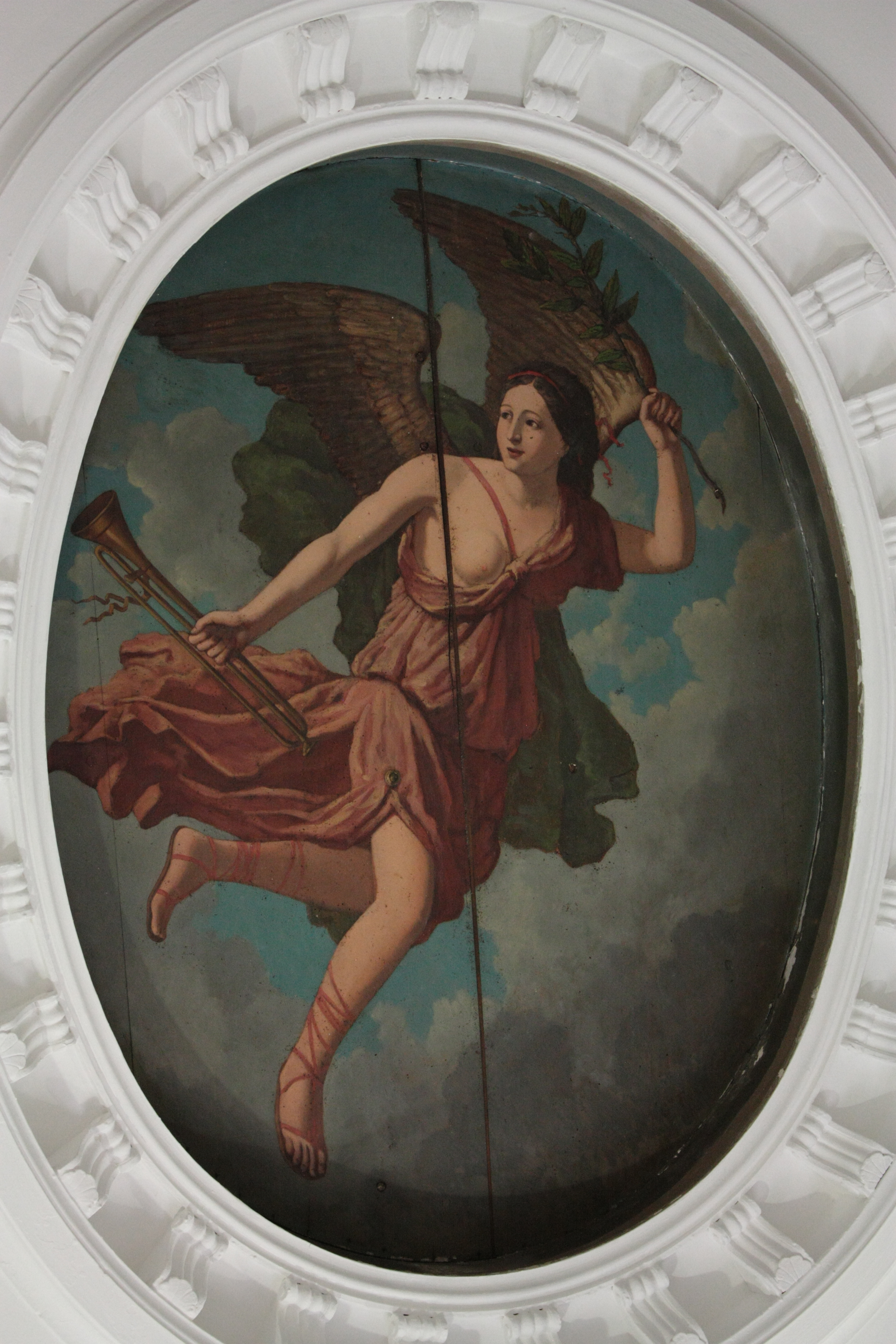
La Renommée, Hôtel Fayet, musée des beaux-arts de Béziers.